# Crateranthus cameroonensis
Espèce
Crateranthus cameroonensis Cheek & Prance est une espèce de plantes à fleurs de la famille des Lecythidaceae et du genre Crateranthus, endémique du Cameroun, décrite pour la première fois en 2015.

## Distribution
L'holotype a été collecté en 2005 par Martin Etuge à Bekob, un village abandonné à l'est de la forêt d'Ebo (arrondissement de Yabassi, région du Littoral), où une station de recherche a été fondée la même année pour l'observation des gorilles,.